# ألان كيث
ألان كيث (بالإنجليزية: Alan Keith)‏ هو ممثل بريطاني (وحمل سابقاً جنسية المملكة المتحدة لبريطانيا العظمى وأيرلندا)، ولد في 19 أكتوبر 1908 بلندن في المملكة المتحدة، وتوفي بنفس المكان في 17 مارس 2003.

## وصلات خارجية
- ألان كيث على موقع IMDb (الإنجليزية)
- ألان كيث على موقع قاعدة بيانات الفيلم (الإنجليزية)